# Banco de Bangkok
El Bangkok Bank (Bangkok Bank Co., Ltd) es una entidad bancaria comercial de Tailandia cuya sede central se encuentra en la capital, Bangkok. Fue fundado en 1944 cuando el mercado bancario del país estaba dominado por las entidades extranjeras. En sus inicios contó con el apoyo de los empresarios y comerciantes locales.
Durante la Segunda Guerra Mundial las entidades financieras europeas y estadounidenses abandonaron el país a raíz de la ocupación japonesa. Su primer presidente fue Luang Roprukit. De 1952 a 1977 la entidad abandonó las áreas urbanas para expandirse por las rurales que ocupaban la mayor parte de la población del país. Durante este tiempo se convirtió en el primer banco de Tailandia.
La expansión exterior comenzó en 1954 al instalarse una oficina en Hong Kong, aunque no fue hasta 1977 que se inició un acelerado proceso de presencia en otros países asiáticos. El mayor crecimiento lo tuvo entre 1990 y 1992, colocándose entre los 200 primeros bancos comerciales del mundo.
Como las demás entidades financieras del sudeste asiático sufrió la grave crisis de 1997 que afectó a su estabilidad y obligó a una reestructuración, si bien pudo mantenerse y reflotar en 2000.
Sus activos en 2005 alcanzaban los 3 billones de dólares. Mantiene oficinas en Hong Kong, Taiwán, Singapur, Indonesia, Laos, Malasia, Filipinas, Vietnam, Nueva York y Londres. Ij